# XML-RPC
XML-RPC és un protocol de crida a procediments remots (RPC) que fa servir XML per codificar les crides i HTTP com a mecanisme de transport de les dades. Es tracta d'un protocol molt simple que defineix uns tipus de dades i unes comandes bàsiques molt concretes.

## Tipus de dades
| Nom      | Exemple | Descripció                                           |
| -------- | --- | ---------------------------------------------------- |
| array    | <array> <value><i4>1404</i4></value> <value><string>cadena amb missatge</string></value> <value><i4>1</i4></value> </array>                    | Una llista de dades                                  |
| base64   | <base64>eW91IGNhbid0IHJlYWQgdGhpcyE=</base64>                                                                                                  | Dades binàries codificades en Base 64.               |
| boolean  | <boolean>1</boolean> | Valor lògic (0 = fals o 1 = cert)                    |
| dateTime | <dateTime.iso8601>19980717T14:08:55</dateTime.iso8601>                                                                                         | Dates i hores                                        |
| double   | <double>-12.53</double> | Nombre amb decimals.                                 |
| integer  | <i4>42</i4> or <int>42</int> | Nombre enter                                         |
| string   | <string>Hello world!</string> | Cadena de caràcters.                                 |
| struct   | <struct> <member> <name>foo</name> <value><i4>1</i4></value> </member> <member> <name>bar</name> <value><i4>2</i4></value> </member> </struct> | Una llista de dades amb una clau que les identifica. |
| nil      | <nil/> | Representació del valor nul.                         |

## Exemples
Exemple d'una crida XML-RPC:
```
<?xml version="1.0"?>
<methodCall>
<methodName>exemple.getNomPoblacio</methodName>
<params>
<param>
<value><i4>08191</i4></value>
</param>
</params>
</methodCall>
```

Exemple d'una resposta XML-RPC:
```
<?xml version="1.0"?>
<methodResponse>
<params>
<param>
<value><string>Rubí</string></value>
</param>
</params>
</methodResponse>
```

Exemple d'una crida fallida
```
<?xml version="1.0"?>
<methodResponse>
<fault>
<value>
<struct>
<member>
<name>faultCode</name>
<value><int>4</int></value>
</member>
<member>
<name>faultString</name>
<value><string>Codi postal no vàlid.</string></value>
</member>
</struct>
</value>
</fault>
</methodResponse>
```